# Биармозух
Биармозух (лат. Biarmosuchus tener) — примитивный терапсид среднепермской эпохи. Обнаружен в отложениях Очёрского комплекса (268,0—265,0 млн лет назад) и Краснощельской формации (272,5—265,0 млн лет назад).

## Описание

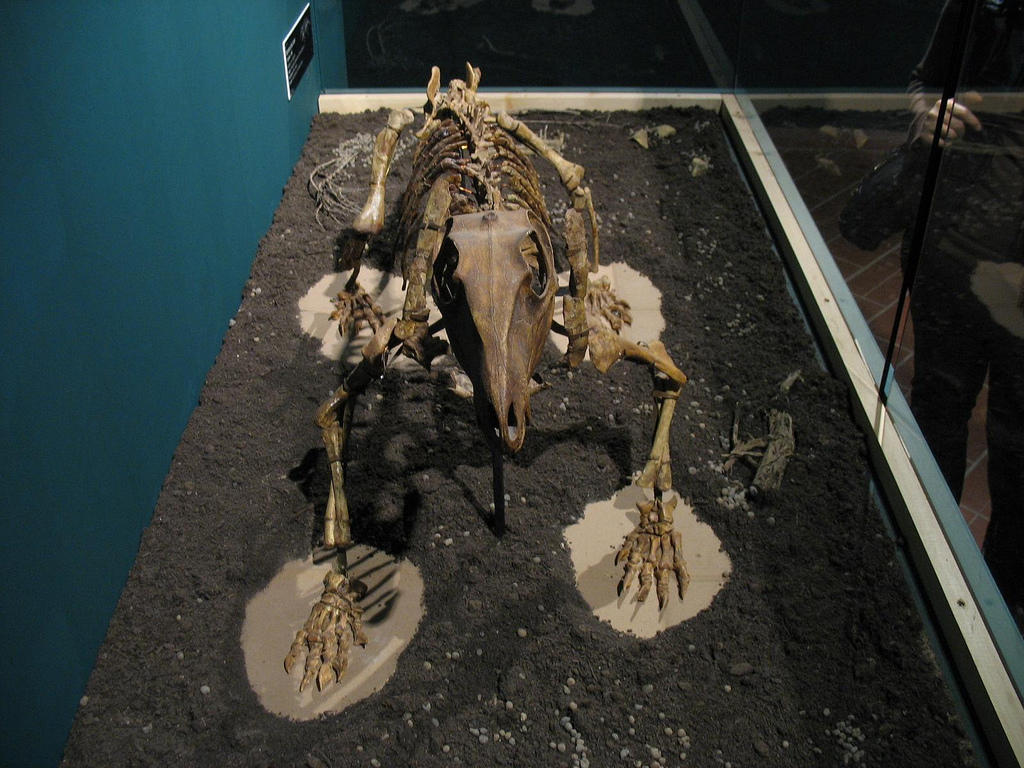
Скелет биармозуха

Вид Biarmosuchus tener описан Петром Константиновичем Чудиновым в 1960 году из местонахождения Ежово вблизи Очёра в Пермской области (уржумский горизонт биармийского отдела средней перми).
Описание произведено по черепу молодой особи (ПИН № 1758/2), часто изображаемому в литературе. Длина черепа 16,5 см, общая длина до 1 м. В 1964 году Чудинов описал более крупный экземпляр из этого же местонахождения как Biarmosaurus antecessor (ПИН № 1758/7), позднее им же показана синонимичность этих форм. Череп биармозавра был 20 см длиной, у более крупных особей достигал 25 см, довольно высокий, с длинной мордой. Крупные глазницы (особенно у молодых особей). Хорошо выражены верхние клыки, предклыковые и заклыковые зубы мелкие. По строению черепа напоминает, с одной стороны, сфенакодонтов, с другой — примитивных горгонопсий. Скелет лёгкий, конечности длинные, кисти и стопы широкие. Стопа и кисть относительно симметричные, то есть конечности были ориентированы более вертикально, чем у пеликозавров. Общая длина доходила до 1,5 метров. Известен по нескольким полным скелетам.
Вероятно, биармозух был очень подвижным неспециализированным полуводным хищником.

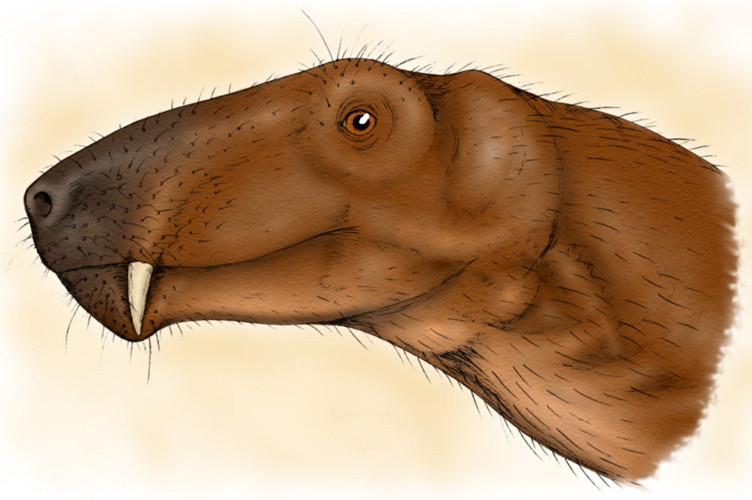
Реконструкция головы B. tener

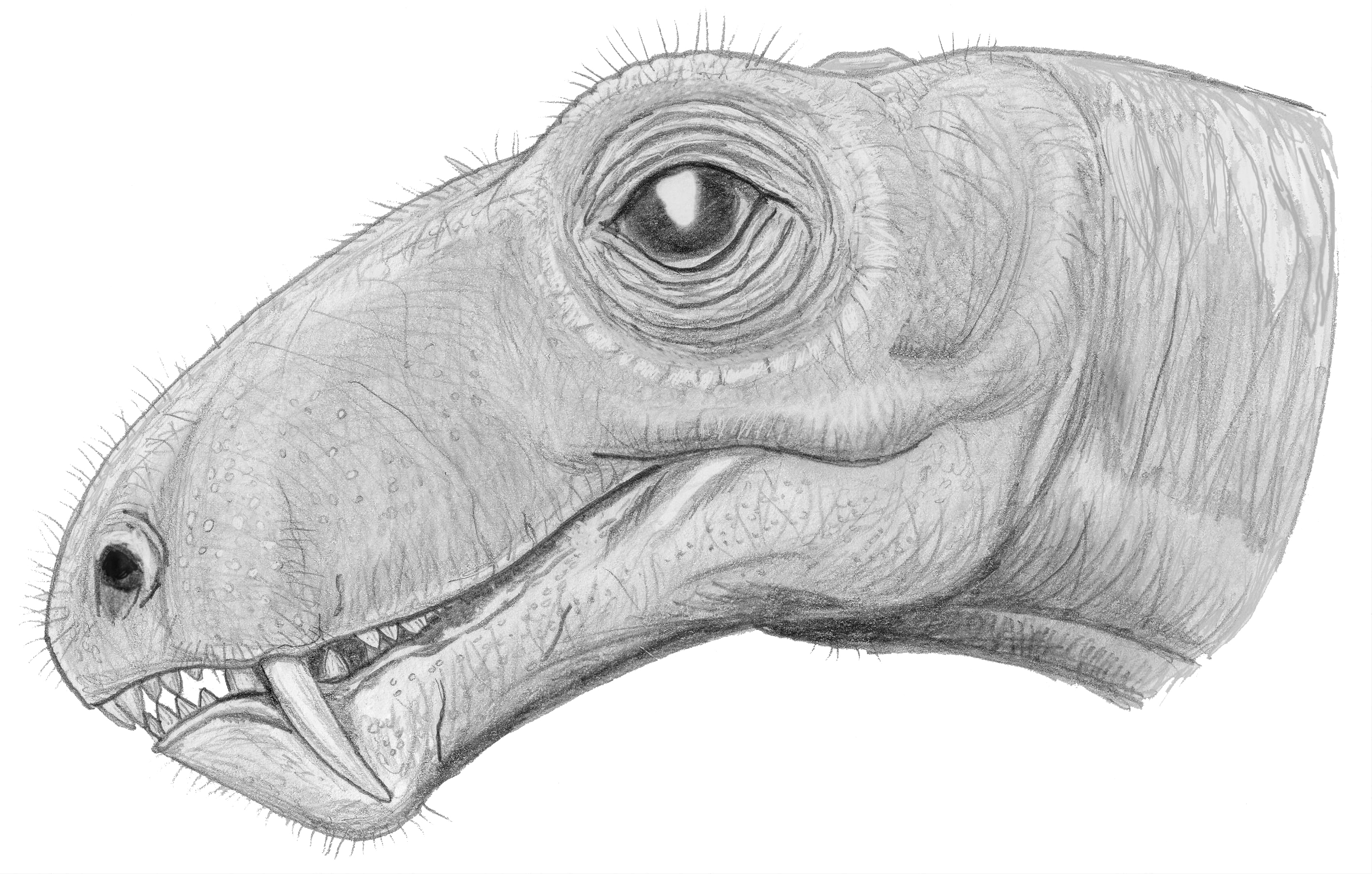
Реконструкция головы B. tagax («Alrausuchus tagax»)

## Систематика
Чудинов при первоначальном описании сближал биармозуха с эотитанозухом в общем семействе, после род выделили в семейство Biarmosuchidae в составе подотряда Biarmosuchia. При кладистическом анализе эта версия не подтвердилась и, начиная с исследований Rubidge и др. 2006 года, род занимает базальную позицию в подотряде Biarmosuchia.
Михаил Феодосьевич Ивахненко в свою очередь включает биармозухов в состав дейноцефалов в семействе Eotitanosuchidae. По его мнению, гигантские «эотериодонты» эотитанозухии — взрослые особи биармозуха. В таком случае, по праву приоритета, эотитанозух (и ивантозавр) должны быть включены в типовой вид биармозуха. Дело в том, что биармозух известен по гораздо более полному материалу, чем эотитанозух, хотя они были описаны одновременно. Синонимичность биармозуха и эотитанозуха оспаривается другими авторами.

### Классификация
По данным сайта Fossilworks на апрель 2016 года род является монотипическим, остальные виды синонимизированы в результате исследований Баттаила и Суркова.
- Род Biarmosuchus Tchudinov, 1960 [syn. Biarmosaurus Tchudinov, 1960][4]
  - Biarmosuchus tener Tchudinov, 1960, синонимы:
    - Biarmosaurus antecessor Tchudinov, 1960
    - Biarmosuchus tagax Ivakhnenko, 1990

- B. tagax — описан Ивахненко в 1990 году по черепам из местонахождений Мезенского комплекса (Пеза-1, Козьмогородское, Усть-Вашка) в Архангельской области. Длина типового черепа около 10 см, в целом сходен с мелкими особями типового вида. В 2008 году Ивахненко выделил его в особый род Alrausuchus и семейство Alrausuchidae.

- B. tchudinovi — описан также Ивахненко в 1999 году из местонахождения Сокол в Удмуртии. Известен по верхнечелюстным костям. Длина черепа около 20—25 см. Отличается очень длинным верхним клыком. В палеонтологической базе данных Fossilworks вид не зарегистрирован.